# Thure Thörn
Thure Waldemar Thörn, född 21 september 1918 i Malmö S:t Johannes församling, Malmö, död där 17 februari 2005, var en svensk skulptör.

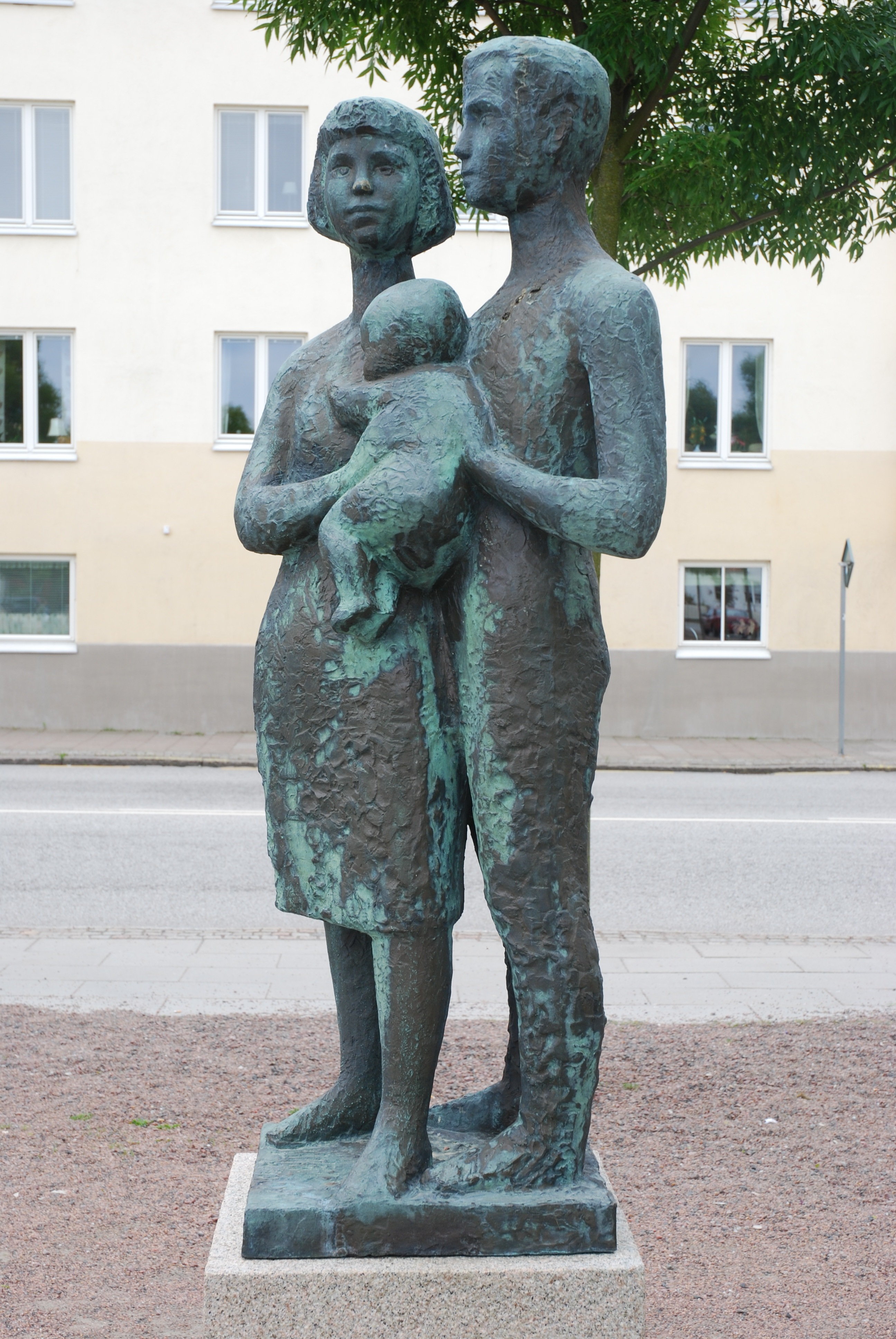
Familjen, 1962, Limhamns torg

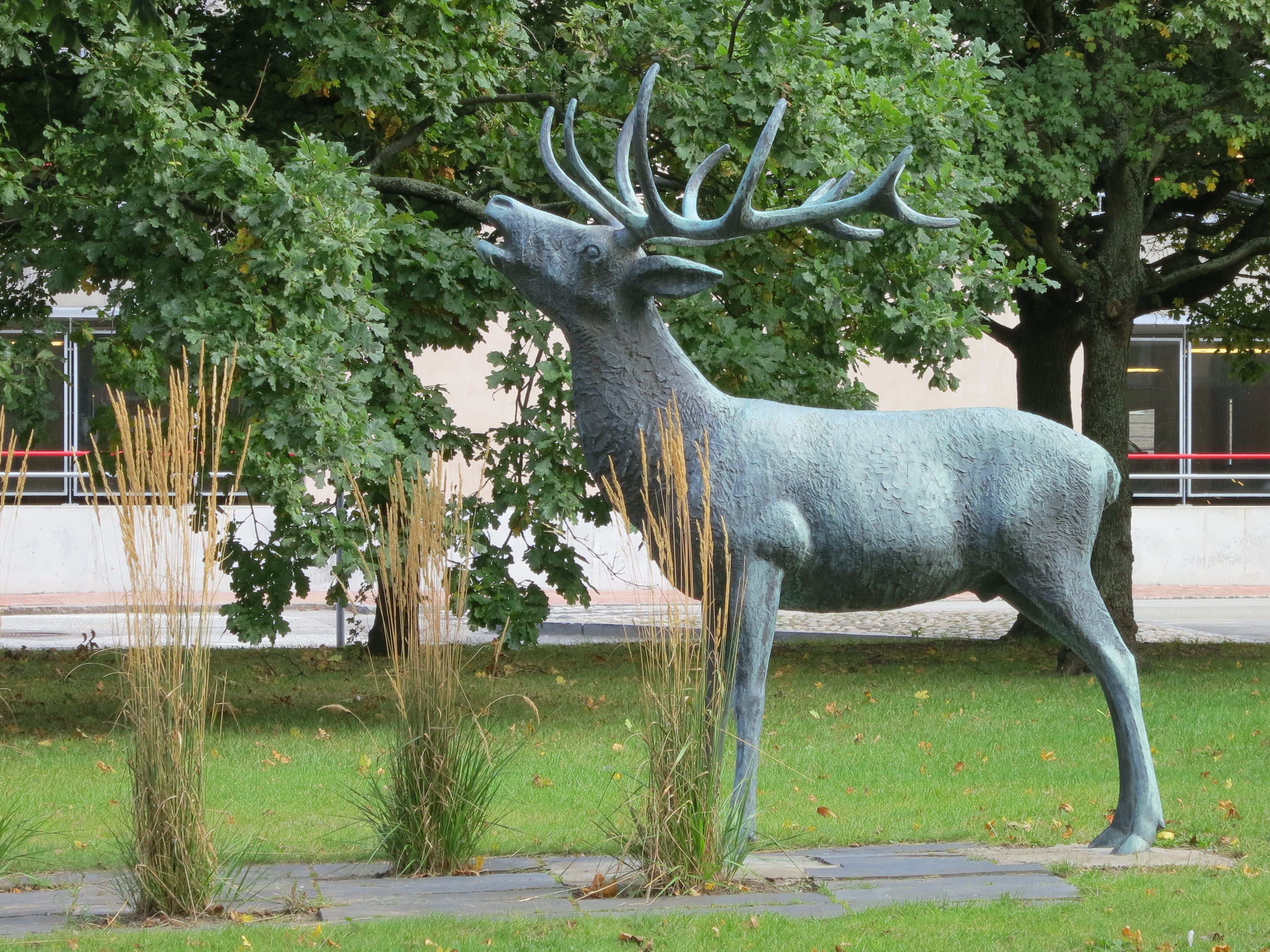
Hjortkällan i Malmö

## Levnad och verk
Thure Thörn var son till stuckatören Johan Lauritz Thörn och Anna Matilda Persson och från 1947 gift med Ada Cecilia Nilsson. Han växte upp på Möllevången i Malmö och utbildade sig i sin fars yrke till stuckatör och arbetade under tio år i sin fars konstgjuteri i Malmö. Han studerade sedan målning på Skånska målarskolan i Malmö 1936–1938 och debuterade med gruppen Blandningen i Malmö 1938. Därefter följde studier för Robert Nilsson vid Konstfack i Stockholm 1944–1947. Han debuterade som skulptör 1944 vid Skånes konstförenings höstsalong och deltog sedan regelbundet vid dessa, liksom vid Liljevalchs konsthall, Sveriges allmänna konstförening, Norrvikens trädgårdar och med Konstnärernas Samarbetsorganisation (KSO) med flera. Separat ställde han bland annat ut i SDS-hallen i Malmö. Han har utformat friskulpturer och porträttfigurer och erhöll Malmö stads kulturstipendium 1967. För Andreaskyrkan i Malmö utförde han ett triumfkrucifix i svart ek 1959.
Thure Thörn har utformat statyetten av Edvard Persson, som årligen delas ut till årets svenska nöjesunderhållare i form av Edvardpriset.
På Skissernas museum i Lund finns 17 av hans förarbeten. Han är representerad på bland annat Malmö konstmuseum.
Tillsammans med redaktör K.G. Lundqvist var Thure Thörn ansvarig utgivare för tidskriften Konstspegeln, som gavs ut av Skånska Konstnärsklubben i Malmö och utkom med sju nummer 1954–1956; två var dubbelnummer. Han var klubbens ordförande 1955–1959 och 1963–1967 och han var medlem i KRO.
Thure Thörn är gravsatt i minneslunden på Sankt Pauli mellersta kyrkogård i Malmö.   

## Offentliga verk i urval
- Passionsblomman, 1963, Fridhemstorget, Malmö
- Samling vid pumpen, Brunnskaret, 1973, Lilla Torg, Malmö
- Fasadreliefer, Rådhusets tillbyggnad, Malmö
- Årstiderna, Minneslunden, S:t Pauli mellersta kyrkogård, Malmö
- Familjen, 1962, Limhamns torg sydvästra hörnet (flyttad från Simmaregatan), Malmö
- Tackling, brons, 1969, Hermodsdalsskolan, Eriksfältsgatan 99, Malmö
- Utsmyckning i keramik, 1955, bredvid entréerna Kronborgsvägen 7, Malmö. I ett brev till MKB några år senare skrev han: "I uppdraget ingick att jag i mina bilder skulle inkomponera runda glasprismor för ljusinsläpp till trappan. Vidare skulle luftintaget för ventilationen också ingå i bilden. Dessa funktionella krav begränsade i viss mån kompositionen."
- Mor och barn, 1973, bronsskulptur ca 2 m hög, Harakärrsgården, Åkarp
- Vilda djur, Lekskulpturer, Sörbäcksgatan 22-24, Hyllievångsvägen 15, Malmö
- Fontänkar, Persborgstorget, Malmö
- Keramikreliefer, 1952, Korsörvägen 23 A-B, Malmö
- Vattenskulptur, Hårlemans plats, Lund
- Skulptur, brons, Minneslunden, Fredentorps kyrkogård, Lund
- Vattenlek, Föreningstorget, 1972 i Eslöv
- Rådhusfontänen, Söderslättshallen, Trelleborg
- Äventyret, 1957, Liljeborgsskolan, Trelleborg
- Gestalt, bronsskulptur, 1990, fd polishuset, Trelleborg
- Ömhet, 1968, Barn- och Ungdomspsyk, Floravägen 3, Kristianstad
- Gravutsmyckning, Härslöv
- S:t Franciskus, Djurens vänners begravningsplats, Aggarp
- Skulptur, före detta regementet, Ystad
- Hjortkällan, brons, Skånes universitetssjukhus
- Sommarflickan, brons, 1960, Tullportsplatsen, Ängelholm

## Bildgalleri

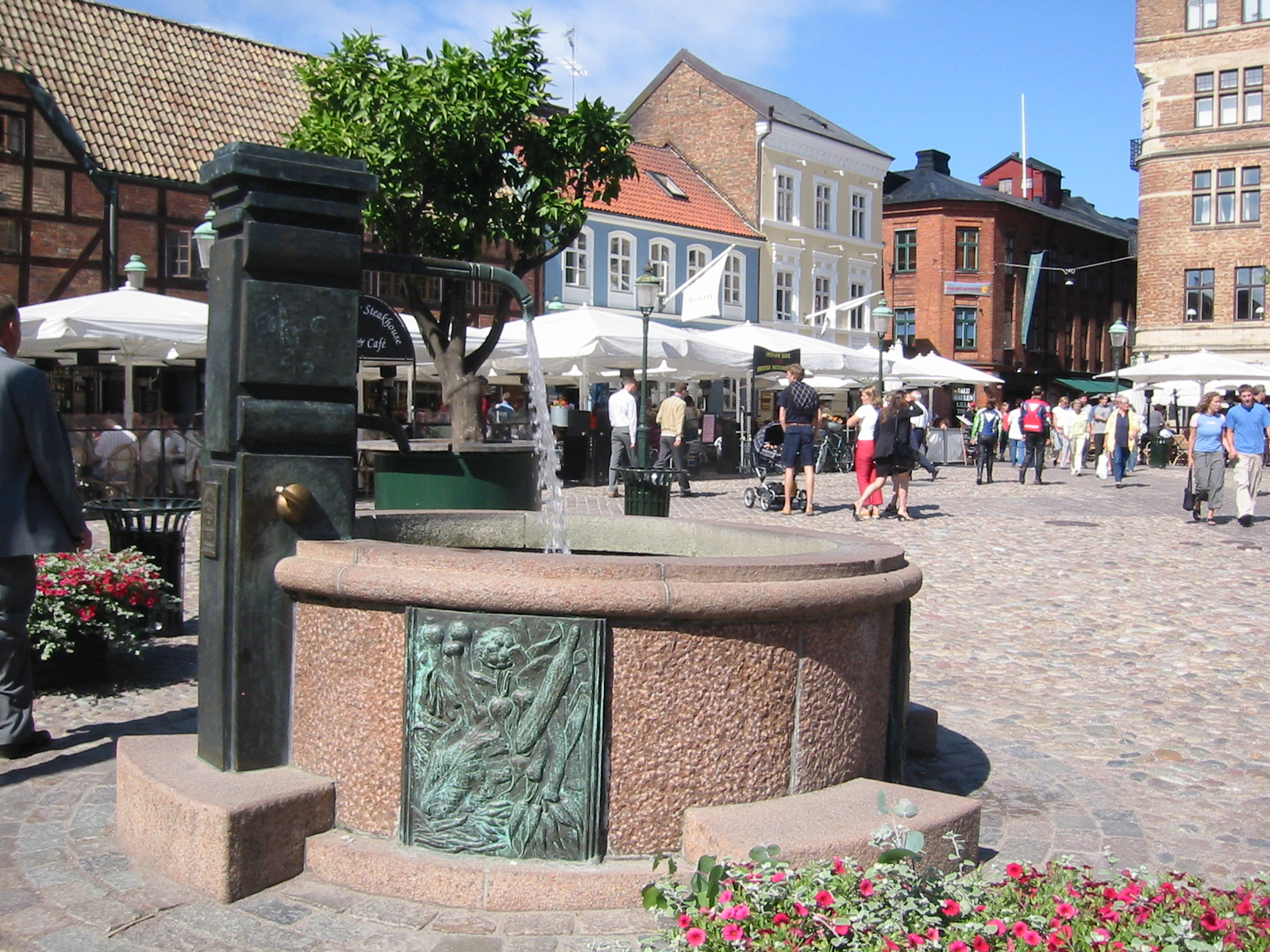
Samling vid pumpen i Malmö
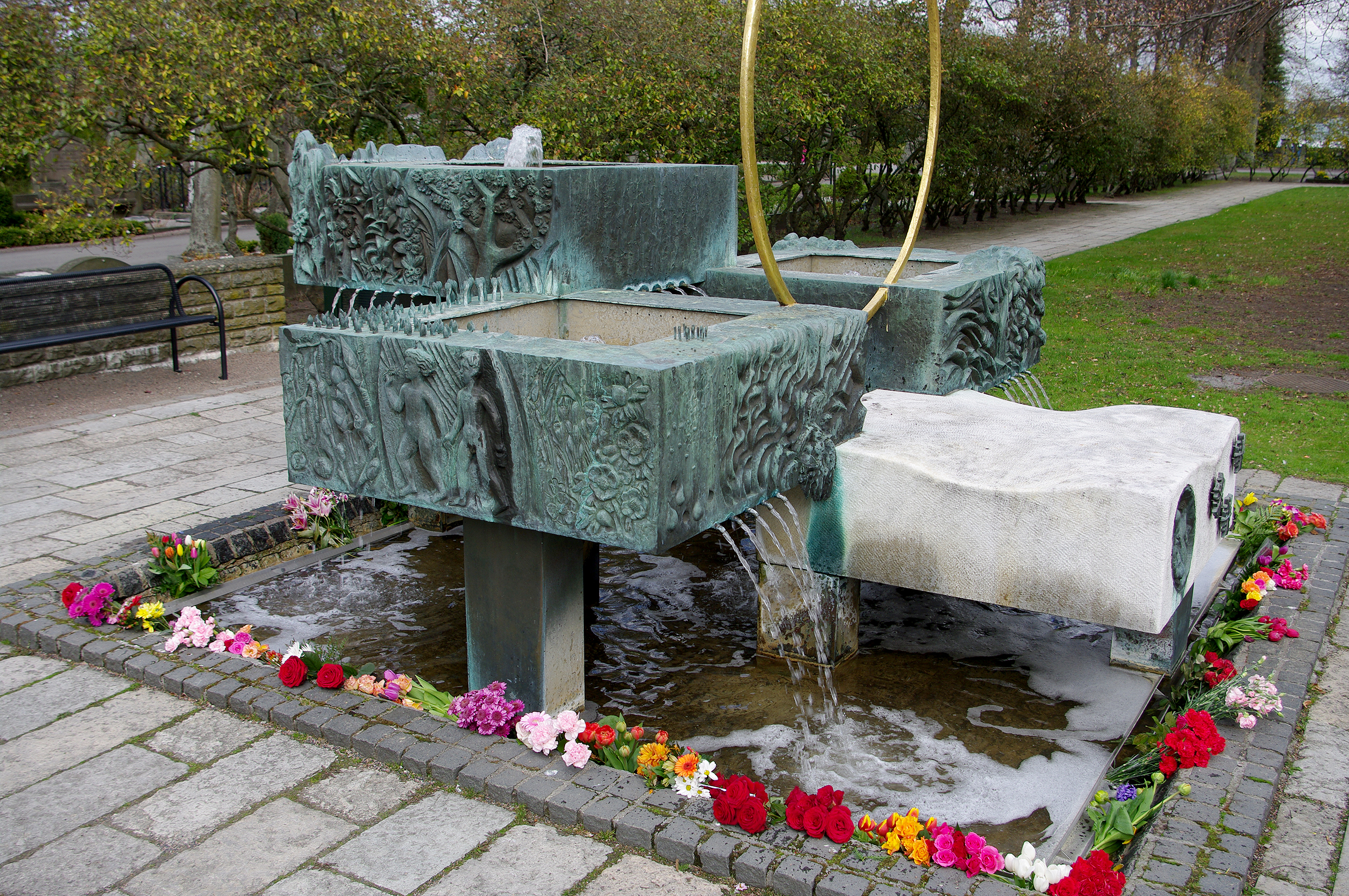
Årstiderna på Sankt Pauli mellersta kyrkogård i Malmö
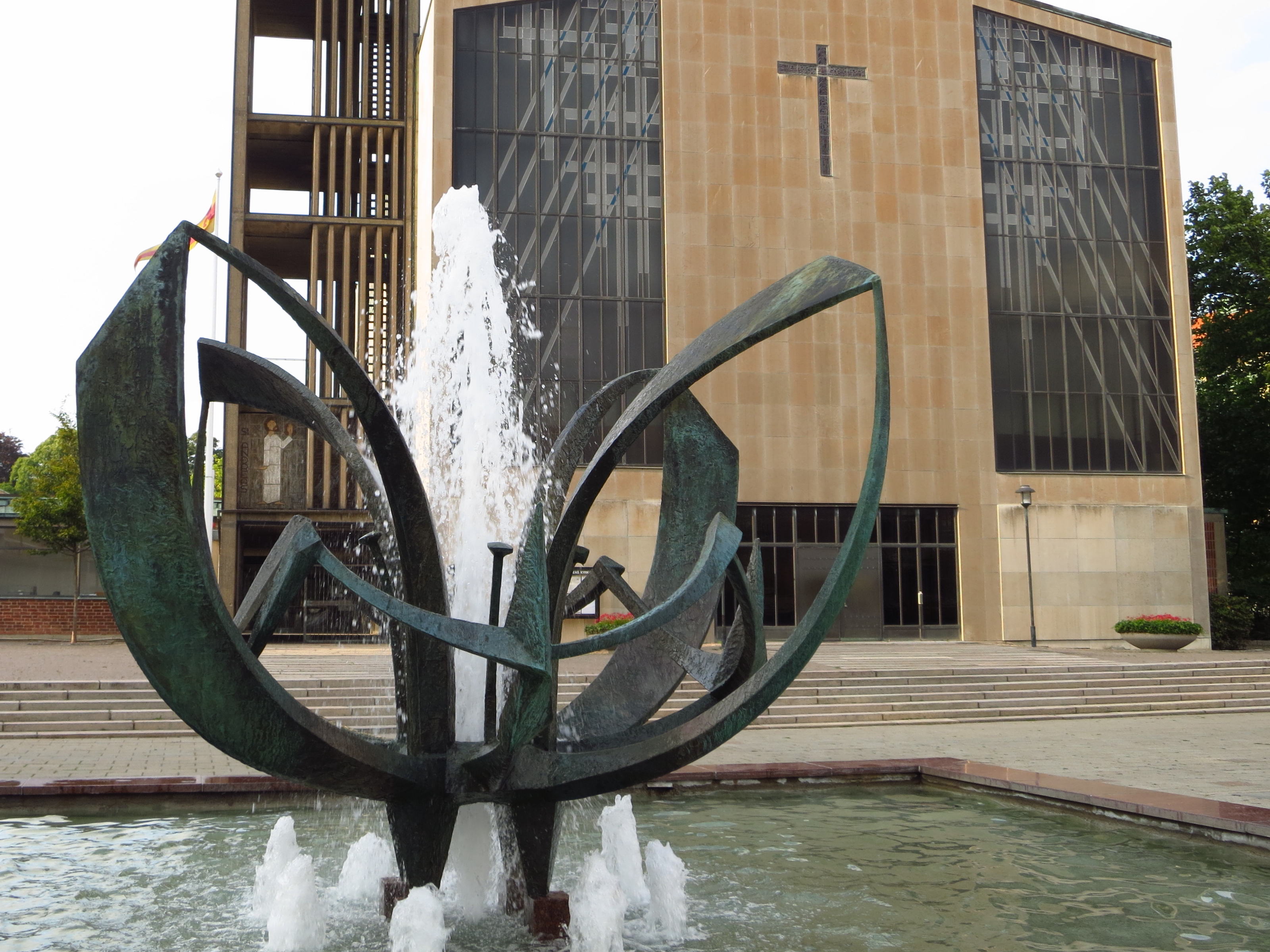
Passionsblomman i Malmö
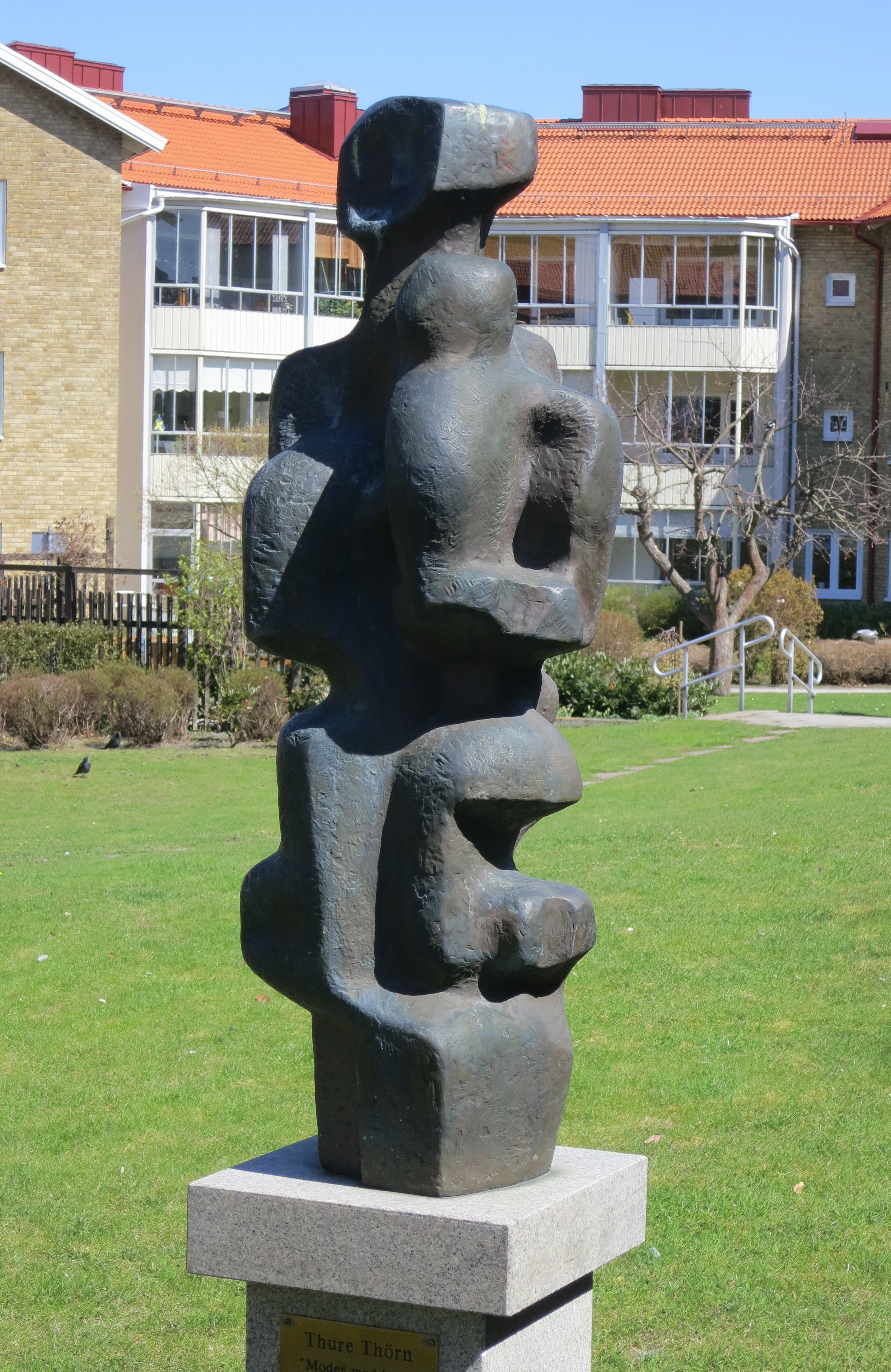
Moder med barn i Malmö
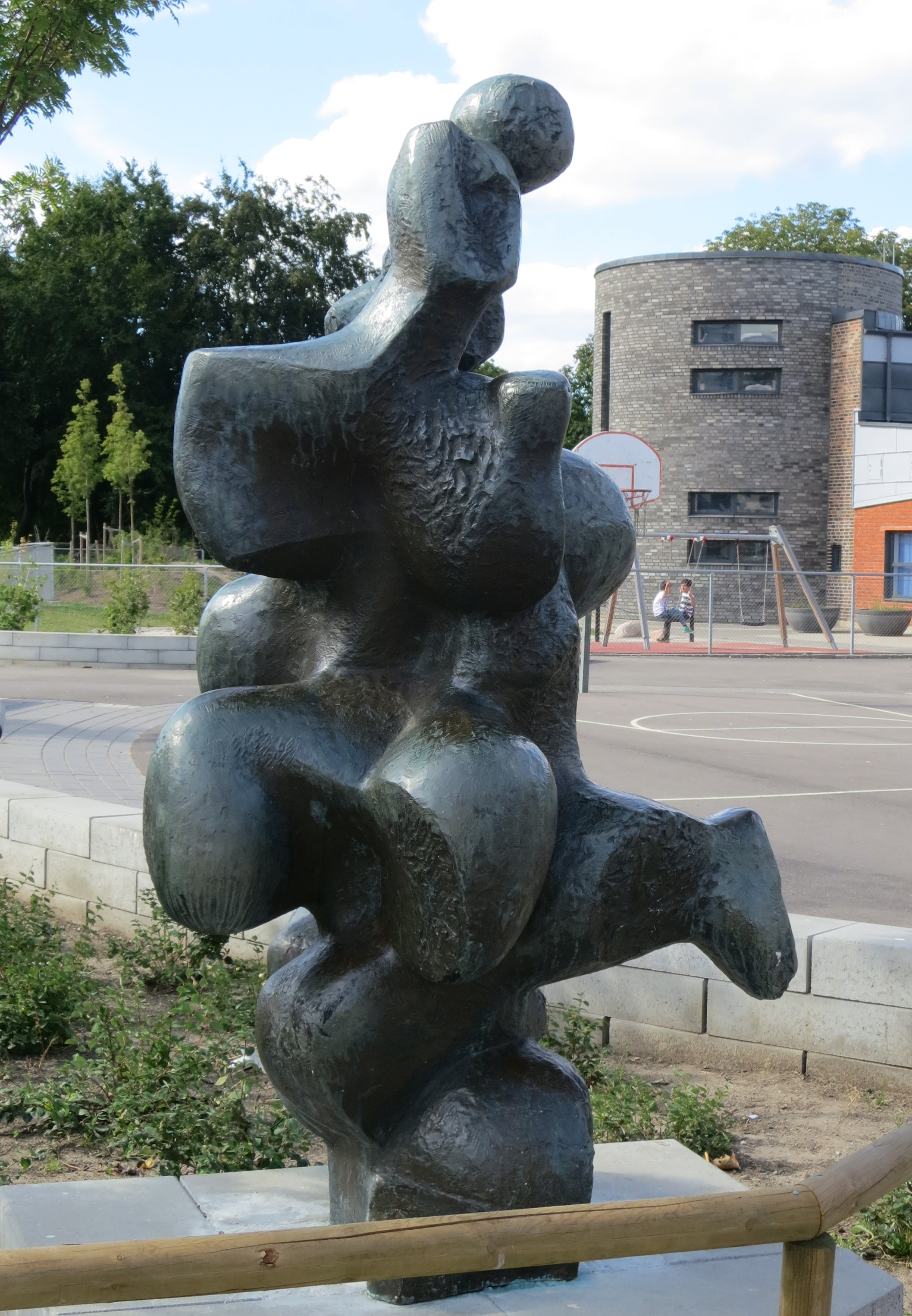
Tacklingen i Malmö
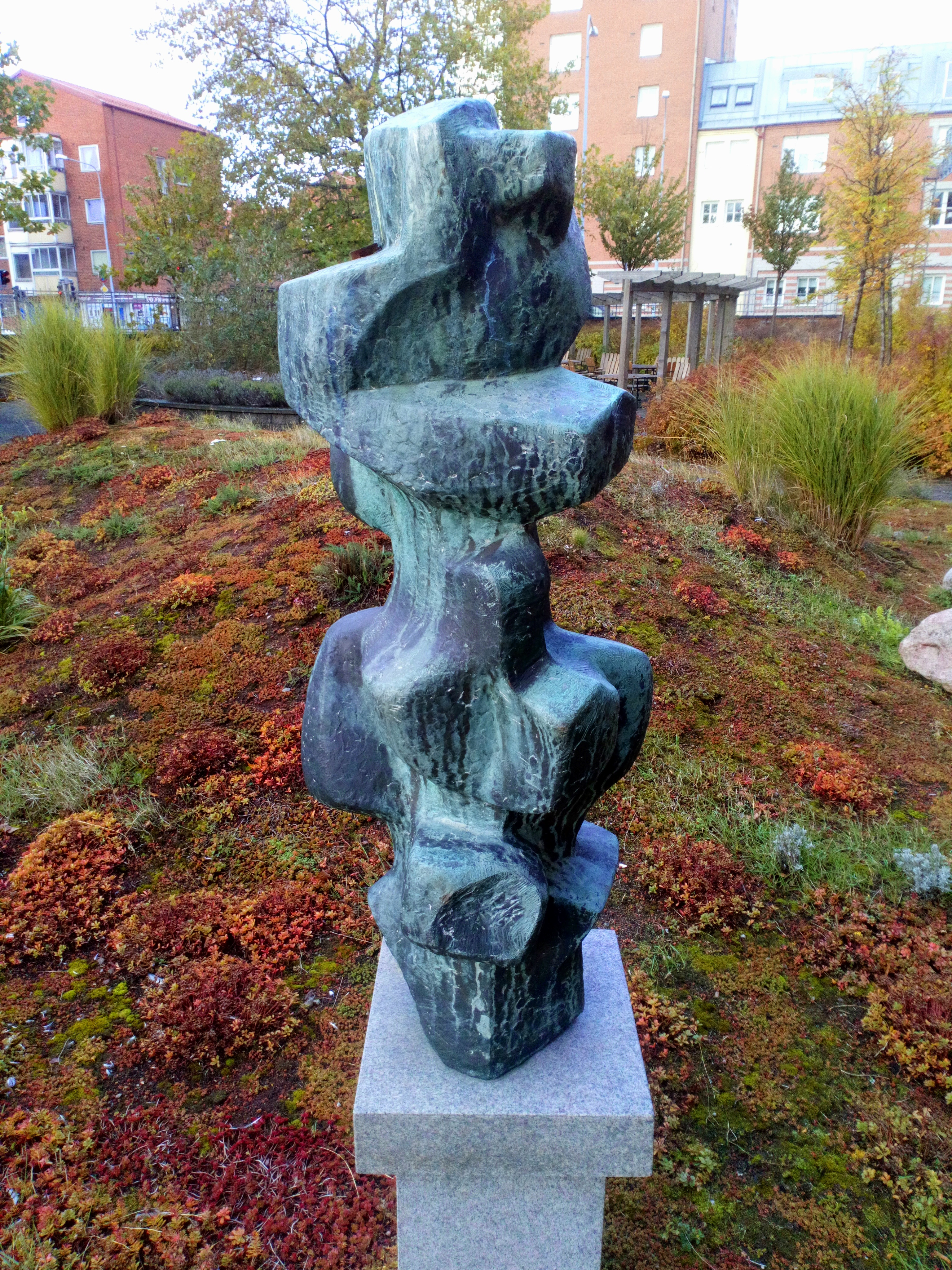
Gestalt i Trelleborg
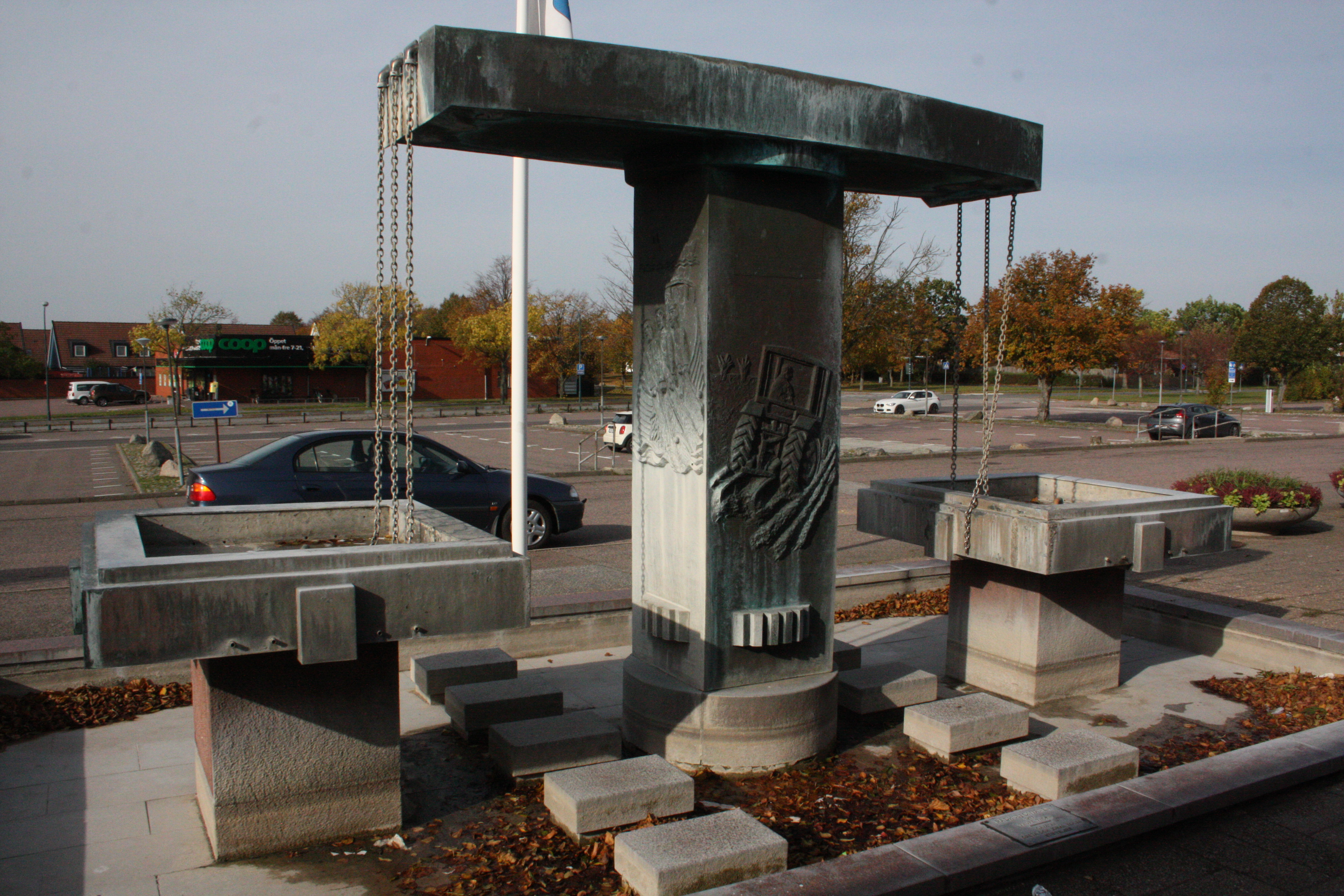
Rådhusfontänen vid Söderslättshallen i Trelleborg